# Фу Цзои
Фу Цзои (кит. упр. 傅作义, пиньинь Fù Zuòyì; 2 июня 1895 — 19 апреля 1974) — китайский военачальник, гоминьдановский генерал, впоследствии перешедший на сторону коммунистов.

## Биография
Фу Цзои родился в уезде Жунхэ (современный уезд Ваньжун городского округа Юньчэн) провинции Шаньси. В 1911 году во время Синьхайской революции присоединился к повстанцам в Тайюани, возглавив студенческий боевой отряд. В 1915 году поступил в Баодинскую военную академию, где выучился на пехотного офицера. Когда в 1927 году Янь Сишань перешёл на сторону Гоминьдана, Фу Цзои вместе с ним принял участие в Северном походе и отличился во время трёхмесячной обороны Чжочжоу, командуя осаждённым гарнизоном. В 1930 году, опять же вместе с Янь Сишанем, принял участие в войне центральных равнин, воюя против Чан Кайши, но потерпел поражение. В 1931 году Фу Цзои стал губернатором провинции Суйюань.
Когда в начале 1930-х годов японцы, захватив Маньчжурию, начали продвигаться к Великой Стене, Фу Цзои, возглавив 59-ю армию, принял участие в обороне восточного участка Стены, а в 1936 году успешно разгромил противника в ходе боевых действий в провинции Суйюань. Во время японо-китайской войны Фу Цзои, занимая различные посты, участвовал в сражении за провинцию Чахар, битве за Тайюань и зимнем наступлении, выиграв битву за Уюань. Фу Цзои закончил войну в должности командующего 12-м военным районом, отвечая за операции в провинциях Жэхэ, Чахар и Суйюань.
Когда в Китае возобновилась гражданская война, то войска Фу Цзои удерживали важную линию Суйюань-Бэйпин, отделявшую Маньчжурию от собственно Китая. Однако постепенно Фу Цзои разочаровывался в том курсе, которым шла страна. Переломным моментом явился октябрь 1948 года, когда Чан Кайши неожиданно покинул стратегически важное совещание, посвящённое обороне Северного Китая от коммунистов, выигрывавших Ляошэньское сражение, и улетел в Шанхай. Как позднее выяснилось, Цзян Цзинго, взявшийся за борьбу с коррупцией и преступностью в Шанхае, арестовал Кун Линканя — сына Кун Сянси, и жена Чан Кайши Сун Мэйлин, на сестре которой был женат Кун Сянси, уговорила мужа спасти Кун Линканя от неминуемой казни. Этот случай показал Фу и другим гоминьдановским командующим на севере Китая, что Чан Кайши ставит благополучие своей семьи выше интересов страны. Поэтому, когда коммунисты предложили договориться о мирном разрешении дел на севере Китая ввиду неизбежной победы над Чан Кайши, Фу Цзои пошёл с ними на переговоры, к которым его подталкивали ряд тайных коммунистов из окружения, включая собственную дочь Фу Дончжу и личного секретаря. В результате переговоров с Линь Бяо, во время Бэйпин-Тяньцзиньской операции город Бэйпин был сдан без боя 31 января 1949 года, а войска Фу Цзои, включавшие четвертьмиллионный гарнизон в городе, после реорганизации влились в состав Народно-освободительной армии Китая.
В сентябре 1949 года Фу Цзои вошёл в Народный политический консультативный совет Китая первого созыва, а после образования КНР занял пост министра водных ресурсов, на котором находился с 19 октября 1949 года по 11 февраля 1958 года. Фу Цзои занимал пост первого министра водных ресурсов и электроэнергии Китайской Народной Республики с 11 февраля 1958 года по 17 октября 1972 года. Он был делегатом ВСНП 1-го, 2-го и 3-го созывов, и заместителем председателя Государственного комитета обороны. Во время культурной революции с одобрения Мао Цзэдуна был занесен в специальный список лиц, находящихся под охраной для обеспечения безопасности во время беспорядков. Умер от рака в 1974 году в пекинской больнице.